# سیارک ۲۱۶۰۵
سیارک ۲۱۶۰۵ (به انگلیسی: 21605 Reynoso، نامگذاری:1999CL81) بیست و یک هزار و ششصد و پنجمین سیارک کشف شده‌است که در ۱۲ فوریه ۱۹۹۹ کشف شد.
قدر مطلق سیارک برابر ۲۵.۷ است.